# (7606) 1995 SV2
A (7606) 1995 SV2 a Naprendszer kisbolygóövében található aszteroida. Ueda Szeidzsi és Hiroshi Kaneda fedezte fel 1995. szeptember 20-án.